# 福煦大街
福煦大街（法語：Avenue Foch）是法国巴黎的一条街道，开辟于1854年，最初以拿破仑三世的皇后命名为皇后大街，1929年以第一次世界大战期间的法国元帅费迪南·福煦重新命名。
福煦大街位于巴黎十六区，从巴黎凯旋门所在的戴高乐广场，向西南延伸到布洛涅森林公园边缘的太子门（Porte Dauphine）。它是巴黎最宽的大街，全线种植栗树。
福煦大街是巴黎最显赫的街道之一，沿街有许多豪华的宫殿府邸，其中包括属于罗斯柴尔德家族的府邸。

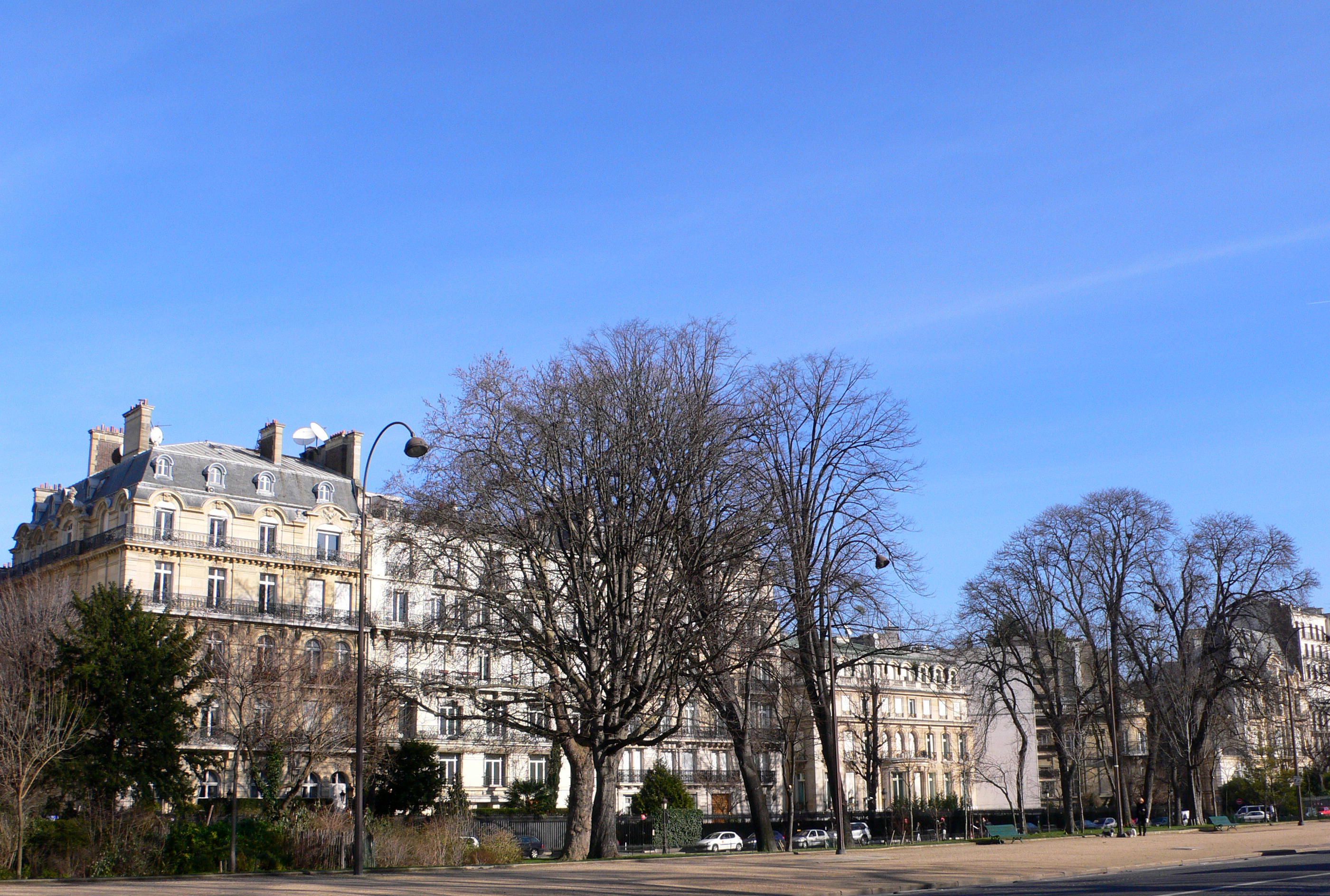
福煦大街

## 建筑
- 福煦大街12号：布勒特伊府邸
- 福煦大街19号：安哥拉驻法国大使馆
- 福煦大街34号：布鲁门塔尔府邸（Hôtel Blumenthal）
- 福煦大街41号：法国游艇俱乐部（Yacht Club de France）
- 福煦大街64号：伊拉克驻法国大使馆
- 福煦大街75号：美国驻法国大使馆
- 福煦大街85号：福煦大街站（Gare de l'avenue Foch）